# 東海腔吻鱈
東海腔吻鱈（学名：Coelorinchus productus），又名鱈魚，为輻鰭魚綱鱈形目鼠尾鱈科腔吻鱈屬下的一个种，為深海底棲性魚類，分布於西北太平洋日本南部、臺灣北部海域，深度271-600公尺，體長可達31公分，棲息在底層水域，生活習性不明，可做為食用魚。